# Gilles Berquet
Gilles Berquet (* 1956 in Clamart) ist ein französischer Fotograf. Er machte seinen Abschluss an der Académie des Beaux-Arts. Zu seinen Arbeiten zählt insbesondere eine surreale, schwarz-weiße Aktfotografie. Er stellt seit 1986 aus. 

## Bildbände
- Les limbes de l’ange, Rares, Paris, 1989
- AME, J. P. Faur, Paris, 1992
- Larme Blanche, Astarté, Paris, 1992
- P, J. P. Faur, Paris, 1993
- La solitude des anges, Treville, Tokyo, 1994, ISBN 978-4845709458
- Parfums Mécaniques, J. P. Faur, Paris, 1996
- 97 rue des Plantes, J. P. Faur, Paris, 1997
- Le Banquet, Last Gasp, San Francisco, 2000
- Sur Rendez-vous, J. P. Faur, Paris, 2000
- Mïrka, Kehrer, Heidelberg, 2007, ISBN 3939583316
- Le Fétiche est une Grammaire, Éditions Loco, Paris, 2018, ISBN 978-2919507948